# Merter
Merter ist der Name eines Stadtviertels auf der europäischen Seite Istanbuls in der Türkei.
Die Fläche des Stadtviertels beträgt laut MESIAD („Verein der Industriellen und Geschäftsleute von Merter“) 500.000 Quadratmeter.
Das Geschäfts- und Wohnviertel ist nach Ahmet Muhtar Merter benannt, einem 1959 verstorbenen Gutsbesitzer und ehemaligen Führer des Widerstands gegen die griechische Besatzung im türkischen Befreiungskrieg. Der Name Merter bedeutet „edler Soldat“ oder „edler Mann“.
Laut der Tageszeitung Hürriyet vom 7. September 2003 hieß das Viertel, als es noch ein Landgut war, Haznedar.
Der Konzern Çalık Holding hat seine Zentrale in Merter.